# マテガイ
マテガイ（馬刀貝、馬蛤貝、蟶貝、鮲貝、学名 Solen strictus、英: razor clam）は二枚貝綱マテガイ科の1種。鞘に収めた馬手差（刺刀）に近い形状からこの名がついた。筒状の殻を持ち、砂泥に垂直に潜る。
日本列島・朝鮮半島・台湾・中国大陸沿岸に分布して生息する。
日本では、北海道南部以南の波のおだやかな内海の砂浜に見られ、特に西日本で多く食用とされる。いたがい、かみそりがいとも呼ばれる。

## 形態
マテガイ上科に特徴的な細長い形の薄い殻を持ち、成貝は10センチメートル程度になる。殻を2枚合わせると筒状で、外側は帯緑褐色、内側は白色である。
砂を掘り、数十センチメートルから1メートル程度の深さに住み、プランクトンを食べるための水管を水中に出すこともある。イシガレイの稚魚など、水管を好んで食べる魚もいる。また、同じマテガイ上科のアゲマキガイと似ている為、混称されている。

## 漁業
マテガイは塩分濃度に敏感であり、急激な変化があると巣穴から飛び出す性質を利用した漁法が一般的である。
マテガイのいそうな砂地の表土を1センチメートル程度掻くとマテガイの巣穴が見える。マテガイの他にも、カニ類やゴカイ類も砂浜に巣穴を作るが、やや菱形をした穴がマテガイの穴である。ここに塩を振り込んでしばらく待つと、マテガイが数センチメートルほど飛び出してくるので、それをしっかりと押さえ、ゆっくりと抜き出す。急激に抜き出すと足が切れてしまうことがある。
長崎県五島列島において、マテ掘（マテガイ掘）の熟練者は、砂浜の表面をトンガ（唐鍬）でコツコツと叩くことでマテガイの巣穴を見分け、既に食したあとのマテガイの殻をスプーンとして巣穴に塩を入れ、さらにマテガイが飛び出す速度に合わせて抜き出すことで、素早く効率的に採取することができる。また、叩いた反応がマテガイ以外の貝類（例えばカガミガイ）であった場合は唐鍬で掻き出し、採取する。
欧米でもRazor Clam(スペイン語: Navajas)と呼ばれて、多くの砂浜で漁獲され、食用に供される。スペインでは養殖もされる。

## 食材
その形状から大ぶりの身になりやすい一方、砂を吐かせるのは容易である。また殻から取り出すのも容易。バケツに海水を汲んでその中に入れておけば帰る頃には砂を吐き終わっているほどである。バター焼きや塩茹で、煮付けなどにして食べることができる。

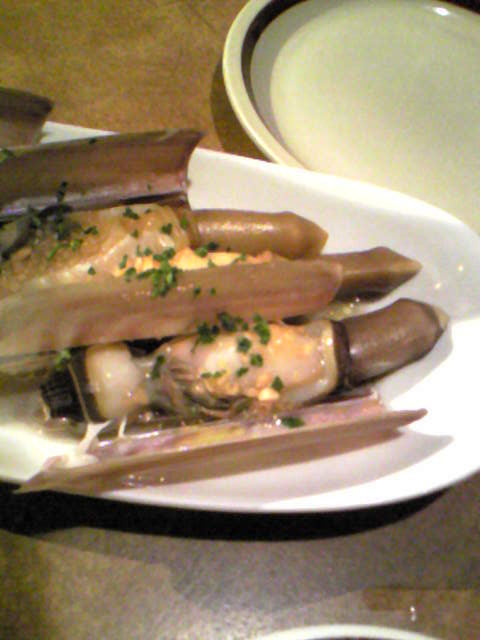
マテガイの白ワイン蒸し（スペイン料理）

多くの国で食用に供される。北米では塩茹でにして溶かしたバターに漬ける。スペインでは、ニンニクとオリーブ油をかけて鉄板焼きにしたり、中身を取り出して衣をつけて揚げるのが最も典型的な食べ方である。
また、クッキングパパでも料理されている。